# Matheus Henrique
Matheus Henrique de Souza (São Paulo, 19 de dezembro de 1997) é um futebolista brasileiro que atua como volante. Joga pelo Cruzeiro.

## Carreira

### Início
Nascido em Paradas de Taipas, na Zona Norte de São Paulo, Matheus começou no futebol com sete anos de idade. Destaque em um jogo da escolinha, um olheiro o levou para às categorias de base do Nacional-SP, primeiro clube do jogador, onde iniciou na categoria Sub-15. Meia-ofensivo de origem e goleador do time no estadual da categoria, foi logo promovido para o Sub-20. Mesmo cinco anos abaixo do limite de idade, disputou a Copa São Paulo de Futebol Júnior de 2013.
A primeira oportunidade foi no Fluminense, no qual esteve em observação, mas não assinou com o o clube carioca. Depois rumou para o Grêmio, em que esteve em Porto Alegre durante todo o ano de 2013 antes de ser dispensado.

### São Caetano
Base e Profissional
No começo de 2014, chegou ao São Caetano, primeiramente para a equipe Sub-17. Com o final da competição, Matheus foi integrado ao time Sub-20. Depois de se destacar na Copa São Paulo de Futebol Júnior de 2015, foi promovido aos profissionais. Na estreia no time de cima, pela Série A-2 do Campeonato Paulista, mostrou seu cartão de visitas. Entrou no jogo contra o Guaratinguetá no final do segundo tempo, e com menos de 10 minutos atuando profissionalmente, marcou um gol.

### Grêmio
2017
O atleta, na época conhecido como Matheusinho, chegou ao Grêmio no início de 2017 por empréstimo, com opção de compra. No mesmo ano fez sua estreia na derrota por 4 a 3 para o Atlético Mineiro no Estádio Independência pela 38ª (última) rodada do Campeonato Brasileiro.
2018
No início da temporada 2018, Matheus Henrique teve seus momentos de artilheiro, marcando gols nas duas primeiras partidas do Campeonato Gaúcho e chamando atenção por conta da semelhança no estilo de jogo com o apresentado pelo titular Arthur. César Bueno, treinador da equipe de transição, comentou sobre isso após a primeira rodada do estadual:
| “ | A gente sempre vê ele como bom jogador. Sabíamos que haveria comparação. Até por isso fechamos o treino, para evitar comparação ao longo da semana, antes do jogo. Tem muito potencial. Hoje, temos o Arthur, que é muito requisitado, mas o Matheus com o tempo vai criar o espaço dele. | ” |

O próprio atleta contou sobre as suas características e em quais posições já havia atuado no início da carreira:
| “ | Cheguei ao Grêmio como meia. No São Caetano eu fui até atacante pela beirada. No Grêmio, no Brasileiro de Aspirantes, eu joguei nessa função. Gostaram no clube e eu também. Me considero jogador de meio-campo agora. | ” |

Mesmo após os gols e boas atuações, Matheus Henrique não foi promovido ao elenco principal em um primeiro momento neste início de 2018. Porém no dia 1º de março subiu aos profissionais. O técnico Renato Gaúcho falou, em entrevista coletiva, sobre a oportunidade dada ao jovem:
| “ | Em alguns jogos da transição ele andou se destacando e eu estava de olho. Ele está fazendo um "estágio". Ele vai aproveitar, vai amadurecer. E pode acontecer com ele o que aconteceu com o próprio Arthur. | ” |

Com a saída de Jaílson para o Fenerbahçe, Matheus ganhou status de esperança tricolor para a posição e foi inscrito na Copa Libertadores da América. Em 27 de setembro do mesmo ano, o Grêmio oficializou a contratação em definitivo de 70% dos direitos econômicos do volante, onde assinou contrato até final de 2022.
2019
No dia 16 de agosto de 2019, o Grêmio renovou contrato com Matheus Henrique até 2023.

### Sassuolo
2021—22
Em agosto de 2021, Matheus foi emprestado ao Sassuolo e foi comprado em definitivo pela equipe italiana um ano depois.
No clube europeu, Matheus não tardou até conquistar a titularidade já no início de sua passagem pela Série A. Todavia, não chegou a disputar nenhum título ativamente. A equipe figurava sempre na metade da tabela, principalmente por conta do desempenho do ídolo Domenico Berardi.
2022—23
O brasileiro marcou seu primeiro gol no dia 29 de janeiro de 2023, quando balançou as redes do Milan em uma goleada por 5 a 2 de sua equipe em pleno San Siro na Série A de 2022–23. Situação essa que se repetiu mais três vezes até o final da época.
2023—24
Por conta da lesão de Berardi, o time italiano passou a ter mas dificuldades de conquistar resultados positivos na Série A de 2023–24 e terminou na 19ª colocação do Campeonato Italiano, sendo rebaixado à Série B da Itália.
Sua passagem na Itália sempre foi recheada de especulações de volta para o Brasil. No início de 2023, o Palmeiras buscou ter o atleta e os representantes chegaram a conversar sobre um contrato, mas não um acordo para as partes e o brasileiro seguiu no time italiano. Além do Verdão, o Corinthians, São Paulo, Atlético Mineiro e Cruzeiro estiveram interessados no meio-campista na metade de 2024.

### Cruzeiro
2024
No dia 25 de junho de 2024, o Cruzeiro anunciou o acerto com o Matheus em sua conta no X, com contrato válido até 2029. O clube mineiro pagou cerca de 6 milhões de euros para ter a maior parte dos direitos econômicos do jogador. Fez sua estreia pelo Cruzeiro no dia 13 de julho, contra o Red Bull Bragantino, em partida do Campeonato Brasileiro. Marcou seu primeiro gol com a camisa do Cruzeiro no dia 5 de agosto, contra o Fortaleza, pelo Campeonato Brasileiro.
Encerrou a temporada como titular absoluto, em 24 partidas, o volante balançou as redes em três ocasiões.
2025
Após a saída de Rafa Silva, recebeu a camisa 8 na temporada 2025. Junto ao restante do elenco fez a pré-temporada na Flórida e participou dos jogos amistosos contra São Paulo e Atlético Mineiro pela FC Series.
Marcou seu primeiro gol na temporada no dia 2 de fevereiro, na vitória por 3-1 sobre o Uberlândia pela quinta rodada do Campeonato Mineiro, no Mineirão. Após jogada de Bolasie, Matheus Henrique empatou o jogo.
Na partida contra o Mushuc Runa, pela Sul-Americana, em 9 de abril, Matheus Henrique sofreu uma séria lesão no menisco lateral do joelho direito. Após uma longa recuperação, retornou aos campos na partida contra o Ceará, em 27 de julho, sendo colocado no segundo tempo por Leonardo Jardim.

## Seleção Nacional

### Sub-23
Após se firmar no time titular do Grêmio em 2019, sendo um destaques do Campeonato Gaúcho, Matheus Henrique foi convocado pela primeira vez para a Seleção Brasileira Sub-23, para a disputa do Torneio de Toulon, realizado na França. O jovem sagrou-se campeão atuando em todos os jogos, marcando um gol na competição, contra a anfitriã França.

### Principal
Primordial nas campanhas que levaram o Grêmio até as semifinais da Copa do Brasil e da Libertadores de 2019, o técnico Tite convocou Matheus Henrique pela primeira vez para a Seleção Brasileira no dia 20 de setembro, para participar dos amistosos contra Senegal e Nigéria, disputados em Singapura, na Ásia, . O jogador estreou com a Amarelinha no dia 10 de outubro, no empate por 1 a 1 contra o Senegal. Foram mais de 20 minutos em campo, entrando na etapa complementar na vaga do ex-gremista Arthur.

## Títulos
Grêmio
- Campeonato Gaúcho: 2018, 2019, 2020 e 2021

Seleção Brasileira
- Medalha de ouro nos Jogos Olímpicos: 2020
- Torneio Internacional de Toulon: 2019

### Prêmios individuais
- Seleção do Campeonato Gaúcho: 2019 e 2020
- Revelação do Campeonato Gaúcho: 2019

## Estatísticas
Atualizadas até 20 de novembro de 2024.

### Clubes
| Clube             | Temporada         | Campeonato nacional | Campeonato nacional | Campeonato nacional | Copa nacional[a] | Copa nacional[a] | Copa nacional[a] | Competições continentais[b] | Competições continentais[b] | Competições continentais[b] | Outros torneios[c] | Outros torneios[c] | Outros torneios[c] | Total | Total | Total   |
| Clube             | Temporada         | Jogos               | Gols                | Assist.             | Jogos            | Gols             | Assist.          | Jogos                       | Gols                        | Assist.                     | Jogos              | Gols               | Assist.            | Jogos | Gols  | Assist. |
| ----------------- | ----------------- | ------------------- | ------------------- | ------------------- | ---------------- | ---------------- | ---------------- | --------------------------- | --------------------------- | --------------------------- | ------------------ | ------------------ | ------------------ | ----- | ----- | ------- |
| São Caetano       | 2015              | —                   | —                   | —                   | —                | —                | —                | —                           | —                           | —                           | 2                  | 1                  | 0                  | 2     | 1     | 0       |
| São Caetano       | 2016              | —                   | —                   | —                   | —                | —                | —                | —                           | —                           | —                           | 27                 | 2                  | 0                  | 27    | 2     | 0       |
| São Caetano       | Total             | —                   | —                   | —                   | —                | —                | —                | —                           | —                           | —                           | 29                 | 3                  | 0                  | 29    | 3     | 0       |
| Grêmio            | 2017              | 1                   | 0                   | 0                   | —                | —                | —                | —                           | —                           | —                           | —                  | —                  | —                  | 1     | 0     | 0       |
| Grêmio            | 2018              | 12                  | 2                   | 0                   | —                | —                | —                | 1                           | 0                           | 0                           | 4                  | 2                  | 0                  | 17    | 4     | 0       |
| Grêmio            | 2019              | 20                  | 0                   | 1                   | 5                | 0                | 1                | 9                           | 0                           | 0                           | 12                 | 0                  | 1                  | 46    | 1     | 3       |
| Grêmio            | 2020              | 29                  | 2                   | 1                   | 8                | 0                | 0                | 8                           | 1                           | 0                           | 8                  | 0                  | 0                  | 53    | 3     | 1       |
| Grêmio            | 2021              | 8                   | 1                   | 1                   | —                | —                | —                | 6                           | 1                           | 0                           | 8                  | 1                  | 0                  | 22    | 3     | 1       |
| Grêmio            | Total             | 70                  | 5                   | 3                   | 13               | 0                | 1                | 24                          | 2                           | 0                           | 32                 | 3                  | 1                  | 139   | 11    | 5       |
| Sassuolo          | 2021—22           | 25                  | 0                   | 1                   | 1                | 0                | 0                | —                           | —                           | —                           | —                  | —                  | —                  | 26    | 0     | 1       |
| Sassuolo          | 2022—23           | 30                  | 4                   | 1                   | 1                | 0                | 0                | —                           | —                           | —                           | —                  | —                  | —                  | 31    | 4     | 1       |
| Sassuolo          | 2023—24           | 31                  | 2                   | 2                   | 1                | 0                | 1                | —                           | —                           | —                           | —                  | —                  | —                  | 32    | 2     | 3       |
| Sassuolo          | Total             | 86                  | 6                   | 4                   | 3                | 0                | 1                | —                           | —                           | —                           | —                  | —                  | —                  | 89    | 6     | 5       |
| Cruzeiro          | 2024              | 17                  | 2                   | 0                   | —                | —                | —                | 7                           | 1                           | 0                           | —                  | —                  | —                  | 24    | 3     | 0       |
| Cruzeiro          | 2025              | 0                   | 0                   | 0                   | 0                | 0                | 0                | 0                           | 0                           | 0                           | 0                  | 0                  | 0                  | 0     | 0     | 0       |
| Cruzeiro          | Total             | 17                  | 2                   | 0                   | —                | —                | —                | 7                           | 1                           | 0                           | —                  | —                  | —                  | 24    | 3     | 0       |
| Total na carreira | Total na carreira | 173                 | 13                  | 7                   | 16               | 0                | 2                | 31                          | 3                           | 0                           | 61                 | 6                  | 1                  | 282   | 23    | 10      |

- a. ^ Jogos da Copa do Brasil e Copa da Itália
- b. ^ Jogos da Copa Libertadores e Copa Sul-Americana
- c. ^ Jogos do Campeonato Paulista A2, Copa Paulista, Campeonato Gaúcho e Campeonato Mineiro

### Seleção Brasileira
| Ano   |       |      |         |
| Ano   | Jogos | Gols | Assist. |
| ----- | ----- | ---- | ------- |
| 2019  | 7     | 1    | 0       |
| 2020  | 7     | 0    | 1       |
| Total | 14    | 1    | 1       |

| Ano   |       |      |         |
| Ano   | Jogos | Gols | Assist. |
| ----- | ----- | ---- | ------- |
| 2019  | 1     | 0    | 0       |
| Total | 1     | 0    | 0       |

| Ano   |       |      |         |
| Ano   | Jogos | Gols | Assist. |
| ----- | ----- | ---- | ------- |
| 2019  | 8     | 1    | 0       |
| 2020  | 7     | 0    | 1       |
| Total | 15    | 1    | 1       |

Expanda a caixa de informações para conferir todos os jogos deste jogador, pela sua seleção nacional.
Sub-23
|     | Data                   | Local                                                     | Resultado   | Adversário     | Gol(s) | Assist. | Competição                         |
| --- | ---------------------- | --------------------------------------------------------- | ----------- | -------------- | ------ | ------- | ---------------------------------- |
| 1.  | 4 de junho de 2019     | Stade de Lattre de Tassigny, Aubagne                      | 4–0         | Guatemala      | 0      | 0       | Torneio de Toulon                  |
| 2.  | 5 de junho de 2019     | Stade d'Honneur Marcel Roustan, Salon-de-Provence, França | 4–0         | França         | 1      | 0       | Torneio de Toulon                  |
| 3.  | 8 de junho de 2019     | Stade Jules-Ladoumègue, Vitrolles, França                 | 5–0         | Catar          | 0      | 0       | Torneio de Toulon                  |
| 4.  | 12 de junho de 2019    | Stade de Lattre-de-Tassigny, Aubagne, França              | 2–0         | Irlanda        | 0      | 0       | Torneio de Toulon                  |
| 5.  | 15 de junho de 2019    | Stade d'Honneur Marcel Roustan, Salon-de-Provence, França | 1 (5)–(4) 1 | Japão          | 0      | 0       | Torneio de Toulon                  |
| 6.  | 14 de novembro de 2019 | Estádio Gran Canaria, Las Palmas, Espanha                 | 1–0         | Estados Unidos | 0      | 0       | Torneio de Tenerife                |
| 7.  | 17 de novembro de 2019 | Estádio Gran Canaria, Las Palmas, Espanha                 | 0–1         | Argentina      | 0      | 0       | Torneio de Tenerife                |
| 8.  | 19 de janeiro de 2020  | Estádio Centenário, Armênia, Colômbia                     | 1–0         | Peru           | 0      | 0       | Torneio Pré-Olímpico Sul-Americano |
| 9.  | 22 de janeiro de 2020  | Estádio Hernán Ramírez Villegas, Pereira, Colômbia        | 3–1         | Uruguai        | 0      | 1       | Torneio Pré-Olímpico Sul-Americano |
| 10. | 28 de janeiro de 2020  | Estádio Centenário, Armênia, Colômbia                     | 5–3         | Bolívia        | 0      | 0       | Torneio Pré-Olímpico Sul-Americano |
| 11. | 31 de janeiro de 2020  | Estádio Centenário, Armênia, Colômbia                     | 2–1         | Paraguai       | 0      | 0       | Torneio Pré-Olímpico Sul-Americano |
| 12. | 3 de fevereiro de 2020 | Estádio Alfonso López, Bucaramanga, Colômbia              | 1–1         | Colômbia       | 0      | 0       | Torneio Pré-Olímpico Sul-Americano |
| 13. | 6 de fevereiro de 2020 | Estádio Alfonso López, Bucaramanga, Colômbia              | 1–1         | Uruguai        | 0      | 0       | Torneio Pré-Olímpico Sul-Americano |
| 14. | 9 de fevereiro de 2020 | Estádio Alfonso López, Bucaramanga, Colômbia              | 3–0         | Argentina      | 0      | 0       | Torneio Pré-Olímpico Sul-Americano |

Principal
|    | Data                  | Local                                             | Resultado | Adversário | Gol(s) | Assist. | Competição |
| -- | --------------------- | ------------------------------------------------- | --------- | ---------- | ------ | ------- | ---------- |
| 1. | 10 de outubro de 2019 | Estádio Nacional de Singapura, Kallang, Singapura | 1–1       | Senegal    | 0      | 0       | Amistoso   |